# Једнакост ритуала
Једнакост ритуала (енгл. Equal Rites) издат 1987. је трећи роман Терија Прачета о Дисксвету. Први део серијала о вештицама из Ленкра.

## Радња
Чаробњак коме није остало још много од живота, обрео се на високим планинама Рамптопима, односно у сеоцету које се ту налазило у потрази за наследником. То може бити само осми син осмог сина и он се ослања на своју магију да га пронађе. Када му се чинило да је пронашао новорођенче које је идеалан кандидат и предао своју чаробну палицу, те спокојно умро, испоставило се да је син заправо кћерка. Бабица и вештица, бака Ведервакс покушавала је да спаси ситуацију и у годинама које следе истрајавала у напорима да обучи девојчицу да постане вештица. Иако веома надарена за магију, мала Еска се није сналазила најбоље са тајнама вештичарења и бака је коначно увидела да мора да препусти девојчицу својој судбини. Међутим, то је био опасан преседан, јер до тада није био забележен ни један случај да је чаробњак била жена. Упркос томе, вештица и њена ученица су се запутиле у Анк-Морпорк на Невидљиви универзитет на коме се обучавају чаробњаци. На том путу су се обе суочиле са бројним проблемима, а највећи је настао када су увиделе да су чаробњаци врло затворен круг мушких шовиниста...

## Критике и коментари
Роман је добио позитивне критике у часописима „The Good Book Guide“, „Kirkus Reviews“ и „The Scotsman“. Радња је окарактерисана као добра и духовито писана. Сајт The L-Space Web карактерише радњу као класичан сукоб женске магије окренуте природи и биљу и мушке, којој сами мушкарци дају на значењу и која је базирана на речима, књигама и геометрији. Овај сукоб упоређује са мушко-женским односима у реалном животу. Сам Прачет се противи класичној представи која се пропагира у сликовницама за децу, а према којима је магија чаробњака моћна и баш онаква какву би свако желео да поседује, док је магија жена или вештица, застрашујућа. Један од дописника сајта The L-Space Web наводи да је 1987. интервјуисао Терија Прачета управо због овог романа и да је тада Прачет изјавио да су му као инпирација послужила дела Џоша Кирбија, која су можда случајно под утицајем Фројдовског учења. Отуда класичан приказ вештице са метлом која симболизује пенис, као и бурни тинејџерски снови главног лика који одсликавају њене жеље. И у овој књизи Прачет прави алузије на разне теме, па тако се помиње шумски бог Хоки, чије је име комбинација чаробне речи „хокус“ и нордијског бога Локија, мада је по опису он очигледна алузија на грчког Пана.